# Adolf Christian
Pour les articles homonymes, voir Christian.
Adolf Christian, né le 3 juin 1934 à Vienne et mort le 8 juillet 1999 à Vienne, est un coureur cycliste autrichien. Professionnel de 1957 à 1961, il s'est classé troisième du Tour de France 1957, auquel il a participé avec l'équipe de Suisse. Il est le premier cycliste autrichien à être monté sur le podium du Tour de France. Il meurt renversé par une voiture alors qu'il était à vélo.

## Palmarès
- 1953
  - 3e du Tour d'Autriche
- 1954
  -  Champion d'Autriche sur route
  - Vienne-Rabenstein-Gresten-Vienne
  - Tour d'Autriche :
    - Classement général
    - 4e étape
- 1955
  -  Champion d'Autriche par équipes
  - Tour du Voralberg :
    - Classement général
    - 1re étape

  - Vienne-Budapest-Vienne :
    - Classement général
    - 2e étape

  - 3e étape de Vienne-Rabenstein-Gresten-Vienne
  - 4e et 5e étapes du Tour d'Autriche
  - 2e du Tour d'Autriche
  - 6e du championnat du monde sur route amateurs
- 1956
  -  Champion d'Autriche sur route
  - Vienne-Rabenstein-Gresten-Vienne
  - Tour de Graz :
    - Classement général
    - 1re étape

  - 5e étape du Tour d'Autriche
  - 3e du Tour du Burgenland
- 1957
  - 3e du Tour de France
  - 10e du Tour de Suisse
  - 10e du Challenge Desgrange-Colombo
- 1959
  - 2e du Grand Prix de la Famenne
- 1961
  - 3e du Grand Prix du Locle
  - 7e du Championnat de Zurich
- 1962
  -  Champion d'Autriche de poursuite par équipes
  - Tour de Hongrie :
    - Classement général
    - 6e étape

  - 3e étape du Tour d'Autriche
  - 2e du Tour d'Autriche
  - 2e du Tour du Saint-Laurent
- 1963
  - Tour du Burgenland
  - Tour de Basse-Autriche

## Résultats sur les grands tours

### Tour de France
4 participations
- 1957 : 3e
- 1958 : 28e
- 1959 : 41e
- 1960 : abandon (13e étape)

### Tour d'Italie
1 participation
- 1959 : 68e

### Tour d'Espagne
1 participation
- 1960 : abandon (12e étape)